# Pisinna cazini
Pisinna cazini is een slakkensoort uit de familie van de Anabathridae. De wetenschappelijke naam van de soort is voor het eerst geldig gepubliceerd in 1877 door Vélain.